# Giuliano Vanghetti
Giuliano Vanghetti (Greve in Chianti, 8 ottobre 1861 – Empoli, 4 maggio 1940) è stato un medico ortopedico italiano, famoso per aver condotto innovative sperimentazioni di protesi per arti amputati, in particolare quelli superiori.
Di un certo rilievo fu anche il suo interesse alla linguistica: conoscitore di molte lingue, si occupò della promozione degli studi sulle lingue ausiliarie internazionali, come il latino sine flexione di Giuseppe Peano.

## Biografia

### Giovinezza
Dopo i primi studi a Greve in Chianti, dove il padre Dario si era trasferito da Empoli per svolgere l'incarico di pretore, conseguì la maturità a Siena e si iscrisse poi all'Università di Bologna. Qui frequentò ben tre facoltà - fisica, matematica e medicina - prima di optare per quest'ultima, in cui si laureò con un modesto 80/110 nel 1890. Iniziò la professione come assistente alla Clinica Dermosifilopatica di Parma ma, quando il padre si ritirò in pensione, rientrò con lui a Empoli accettando supplenze come medico condotto nei paesi circostanti.
L'esigenza di mantenere la famiglia che si era intanto formato (la moglie e i due figli Dario e Flora) e il desiderio di viaggiare e "conoscere il mondo", evadendo in qualche modo dalla dimessa routine della sua vita, lo spinsero allora a imbarcarsi come medico di bordo su navi in genere di emigranti italiani. Compì in quegli anni numerose e lunghe traversate soprattutto alla volta di Australia, Stati Uniti, Argentina e Brasile, imparando così l'inglese, il tedesco, il francese, lo spagnolo e interessandosi anche ai primi studi sul latino sine flexione.

### Protesi "cinematiche"
Come un po' tutti gli italiani, anche Vanghetti si crucciò alla notizia della disfatta di Adua (1º marzo 1896), ma rimase pure angosciato nell'apprendere della doppia mutilazione (mano destra e piede sinistro) inflitta a un migliaio di àscari fatti prigionieri dagli abissini, ai quali poi il governo italiano aveva fornito degli inerti "pezzi di legno" in sostituzione degli arti mancanti. Riflettendo sul come dare "movimento" a tali protesi, in particolare a quelle della mano, il "dottorino" toscano giunse alla semplice e geniale conclusione che esse dovevano essere collegate proprio a quei muscoli e tendini che erano stati recisi dall'amputazione: era il principio delle protesi "cinematiche" (talora definita anche "cineplastica").
Lasciate quindi navi e piroscafi, rientrò a Empoli per rintanarsi nella casa paterna in frazione Villanova, suddividendo il proprio tempo fra il pollaio e il laboratorio da lui improvvisato accanto allo studio del primo piano, in cui sperimentò le sue
teorie testandole su delle galline alle quali aveva amputato una zampa e applicato delle protesi "mobili" in legno. Vanghetti e la sua domestica, promossa assistente, le visitavano ogni giorno con la soddisfazione di vederle tornare a camminare dopo qualche mese. Nell'aprile 1898 pubblicò a sue spese Amputazioni, Disarticolazioni e Protesi, breve memoria illustrativa del suo metodo che tuttavia non ebbe alcuna eco nel mondo medico e scientifico.
Nel 1900 riuscì a compiere il passaggio decisivo dalla teoria e dalla sperimentazione sugli animali alla pratica chirurgica sull'uomo presentando direttamente le sue idee al professor Antonio Ceci, direttore della Clinica chirurgica di Pisa, che le applicò in un intervento di amputazione all'avambraccio destro utilizzando una protesi realizzata dal rinomato ortopedico pisano Giuseppe Redini. L'operazione e il paziente furono presentati nel 1905 a Pisa, al XVIII Congresso italiano di chirurgia, suscitando i primi timidi interessi per la "cinematizzazione" dei monconi d'amputazione (oltre allo stesso Ceci, i chirurghi Roberto Alessandri di Roma, Riccardo Galeazzi di Milano e pochi altri). Dal canto suo, Vanghetti cercò di dare forma organica alle proprie concezioni in varie pubblicazioni, soprattutto nel saggio Plastica e protesi cinematiche del 1906, che ottenne un premio d'incoraggiamento dall'Accademia Nazionale dei Lincei.
Solo dieci anni dopo, con lo scoppio della prima guerra mondiale, tornarono di tragica attualità il problema della funzionalità delle protesi e quello connesso della reintegrazione sociale dei mutilati. Augusto Pellegrini, primario di chirurgia all'ospedale Melino Mellini di Chiari, prese allora Vanghetti con sé e, con il grado di maggiore della Croce Rossa, lo incaricò di organizzare e dirigervi un Centro per mutilati. Del resto, le necessità belliche incrementarono rapidamente e in tutta Europa i progressi della tecnologia e dell'efficacia protesica e molti chirurghi tradussero in pratica i principi di Vanghetti pur senza riconoscergliene pubblicamente la paternità (non così il celebre Ernst Ferdinand Sauerbruch, che attribuì al medico empolese la primogenitura dell'idea). Allo stesso modo, anche i dispositivi ortopedici da lui elaborati vennero utilizzati e brevettati da altri per produrre protesi funzionali; è il caso ad esempio della "mano Marelli", di fabbricazione italiana, in cui, in base ai principi di Vanghetti, due tiranti consentivano i piegamenti delle dita e la chiusura del pollice sul palmo.

### I riconoscimenti e gli ultimi anni
Alla fine arrivarono anche i riconoscimenti, seppur pochi e tardivi: dall'Accademia Nazionale dei Lincei, come detto, dall'Accademia di Medicina di Torino con l'assegnazione del premio Alessandro Riberi, e dalla Croce Rossa Italiana, che gli conferì un diploma di benemerenza e la medaglia d'oro. La Società Ortopedica Italiana lo accolse come socio onorario in occasione del congresso nazionale del 1918, tenutosi a Milano sotto la direzione di Riccardo Galeazzi e con tema "Sull'amputazione cinematica. Patologia e cura dei monconi d'amputazione". Nello stesso anno gli giunse particolarmente gradito l'invito a visitare l'Istituto Ortopedico Rizzoli di Bologna, dove il chirurgo Alessandro Codivilla era passato dall'iniziale diffidenza a un convinto sostegno per le protesi cinematiche, così come il suo successore, Vittorio Putti.
Dopo la parentesi bellica, comunque, Vanghetti tornò a isolarsi nella campagna empolese occupandosi da un lato del figlio Dario, immobilizzato da una grave malattia, e dall'altro di disegnare e costruire nuovi apparecchi meccanici (fra cui un corsetto correttivo della scoliosi). Usciva di casa raramente, in genere il giovedì per recarsi in città al mercato e poi dal farmacista, dal meccanico e dal falegname: per l'abbigliamento un po' trasandato e per queste sue abitudini poco socievoli, che gli facevano preferire i polli agli uomini, passava per un eccentrico, uno strambo, un "matto" inoffensivo.
Dopo la morte fu sepolto nella cappella di fronte alla sua vecchia casa, sul cui portone d'ingresso il municipio di Empoli fece affiggere nel 1942, nel secondo anniversario della sua scomparsa, una lapide: «In questa casa degli avi suoi, schivo di onori, sdegnoso di lucro, ricreò lo spirito curioso d'ogni cultura, Giuliano Vanghetti, riformatore della tecnica delle amputazioni, ideatore geniale della vitalizzazione delle membra artificiali, il cui nome l'Italia e il mondo hanno meritamente iscritto nell'albo dei grandi benefattori dell'umanità».
Successivamente, l'officina-laboratorio-studio di Vanghetti è stata ricostruita in due ampi locali nel sottotetto della Biblioteca Comunale "Renato Fucini" di Empoli. Contiene tutti oggetti originali dell'epoca, donati nel 1990 dalla figlia Flora, come attrezzi, libri, calendari e protesi funzionanti.
Greve in Chianti, suo paese natale, ha intitolato a Giuliano Vanghetti un viale.
Empoli, sua città avita e di adozione, gli ha dedicato una via, prossima al centro e, nel 1974, una delle scuole secondarie di I grado, in Via Liguria.
Il 10 ottobre 2017, sulla rivista scientifica Neurology è apparso un articolo che presenta Vanghetti come il pioniere della neuroprotesica. La copertina dello stesso numero è a lui dedicata.